# Юнхо
Чон Юнхо (кор. 정윤호) — південнокорейський співак, член гурту TVXQ.

## Біографія
Юнхо народився і виріс в Кванджу (Південна Корея). У нього є молодша сестра на ім′я Чіхе (Ji-hye). Він поча танцювати в 7-му класі де пізніше створив танцювальний гурт з яким виступав на різноманітних танцювальних змаганнях. Бізнес його сім′ї йшов погано і Юнхо довелося виїхати з дому і зайнятися підзаробітком щоб дати можливість сестрі отримати освіту. В цей час він навчався в 9-му класі і йому інколи доводилося під вокзальним мостом коли у нього не було грошей на транспорт до дому. Інколи йому, навіть доводилося здавати пляшки і посипати зимою сніг антиожеледним покриттям.
Коли йому було 13 років, він потрапив в SM Entertainment, вигравши танцювальні змагання. До дебюту в 2003 році Юнхо знявся в кліпі «Diamond» співачки Дани як репер і бек-танцюрист.
Юнхо дебютував в кінці 2003 року під ім′ям Юно Юнхо (U-Know Yunho). Він говорить, що обрав своє сценічне ім′я U-Know (Юно) звучить по-англійськи як «Юноу», що співзвучне з його корейським ім′ям «Юн Хо». Крім цього, це сценічне ймення можна перекласти як «Юнхо знає тебе»; по відношенню до інших учасників колективу це означає, що лідер чудово їх розуміє. Юно Юнхо — другий за віком в гурті і є лідером Dong Bang Shin Ki. Він був другим учасником, що приєднався до TVXQ.
Вночі 14 жовтня 2006 року Юнхо був госпіталізований з отруєнням. Одна з анти-фанаток гурту додала в його напій суперклей. Юнхо був терміново доставлений в лікарню і деякий час не міг працювати. Але проти дівчини не було висунуто обвинувачень. Це зумовлено тим, що Юнхо не хотів карати кого-небуть такого ж віку, як і його сестра.
В 2007 році на день народження Юнхо фанати подарували йому подарунки загальною вартістю 30,000 доларів, та він від них відмовився. Тому в 2008 році фанати від його імені зробили пожертву в дитячий будинок.

## Музична кар′єра
На The 2nd Asia Tour Concert 'O', Юнхо виконав власну пісня під назвою «Spokesman».
Він, і Міккі Ючон також виконали реп-партії в пісні «Heartquake» для третього альбому Sorry, Sorry гурту Super Junior.
Під час Tohoshinki 4th Live Tour 2009: The Secret Code в Токіо Доум (Японія), Юнхо виконав пісню. яку сам написав «Checkmate».
В лютому 2010 було оголошено, що Юнхо виступить в корейській частині посмертного концерту This Is It легендарного Майкл Джексона. Він тренувався в Лос-Анджелесі і Лас-Вегасі з Genevieve Cleary, Morris Pleasure, та іншими творчими особистостями, які тісно співпрацювали з Майкл Джексоном. Це перший проект спільного виробництва Кореї та США.
Юнхо і Макс Чанмін взяли участь в SM Town World Tour, який стартував в серпні 2010 года. Дует виконав нову пісню «Maximum» і «Why» у виконанні Юнхо.

## Фільмографія

### Фільми
| Фільм                               | Рік  | Роль           | Нотатки                                  |
| ----------------------------------- | ---- | -------------- | ---------------------------------------- |
| Dating on Earth                     | 2009 | Юнхо           | Direct-to-video                          |
| Haru: An Unforgettable Day in Korea | 2010 | Актор-каскадер | Промо-фільм для Корейського Туризму      |
| Chorus City                         | 2010 | Юнхо           | Короткометражний фільм для Shanghai Expo |
| I AM.                               | 2012 | Грає себе      | Документальний фільм                     |
| Make Your Move                      | 2013 | U-Know         | Камео                                    |
| Ода моєму батькові                  | 2014 | Нам Джін       | Камео                                    |
| SMTOWN The Stage                    | 2015 | Грає себе      | Документальний фільм                     |

### Телесеріали
| Назва                     | Рік  | Роль            | Нотатки                        |
| ------------------------- | ---- | --------------- | ------------------------------ |
| Banjun Theater            | 2005 | U-Know Юнхо     |                                |
| Nonstop 4                 | 2006 | Юнхо            | Гостьова роль (62, 64 епізоди) |
| Vacation                  | 2006 | U-Know Юнхо     | Епізод: «Cassiopeia»           |
| Heading to the Ground     | 2009 | Ча Бон Ґун      |                                |
| Poseidon                  | 2011 | Кан Ин Чоль     | Гостьова роль                  |
| Living Among the Rich     | 2011 | Грає себе       | Камео (1 епізод)               |
| Welcome to the Show       | 2011 | Грає себе       | Камео (1 епізод)               |
| King of Ambition          | 2013 | Пек До Хун      |                                |
| Saki                      | 2013 | Відвідувач кафе | Камео (11 епізод)              |
| Diary of a Night Watchman | 2014 | Кан Му Сок      |                                |
| I Order You               | 2015 | Йо Ґук Де       | Веб-серіал                     |
| Meloholic                 | 2017 | Ю Ин Хо         |                                |
| Confession Couple         | 2017 | Продавець       | Камео (2 епізод)               |
| Tensai Bakabon 3          | 2018 | Юнхо            | Камео                          |

### Веб-серіали
| Рік  | Назва | Роль       | Прим.  |
| ---- | ----- | ---------- | ------ |
| 2023 | Race  | Со Дон Хун | [ 10 ] |

### Вар'єте шоу
| Назва                   | Рік  | Нотатки                              | Прим.         |
| ----------------------- | ---- | ------------------------------------ | ------------- |
| Kim Yuna's Kiss & Cry   | 2011 | Учасник                              | [ 11 ]        |
| Dunia: Into a New World | 2018 | Учасник акторського складу           | [ 12 ]        |
| 2020 KBS Song Festival  | 2020 | Ведучий разом з Чха Ин У та Сін Є Ин | [ 13 ] [ 14 ] |

### Інші шоу
| Назва         | Рік  | Роль      | Нотатки                      |
| ------------- | ---- | --------- | ---------------------------- |
| Analog Trip   | 2019 | Грає себе | [ 15 ]                       |
| Book This Out | 2021 |           | Учасник шоу разом з Чанміном |

## Дискографія

### Мініальбоми
| Назва                                                                            | Деталі | Пікові позиції у чартах | Пікові позиції у чартах | Продажі                                    |
| Назва                                                                            | Деталі | KOR                     | JPN                     | Продажі                                    |
| Корейські                                                                        | Корейські | Корейські               | Корейські               | Корейські                                  |
| -------------------------------------------------------------------------------- | --- | ----------------------- | ----------------------- | ------------------------------------------ |
| True Colors                                                                      | - Реліз: 12 червня 2019 - Лейбл: SM Entertainment - Формат: CD, цифрове завантаження, стриминг Трек-лист 1. «Follow» 2. «Blue Jeans» 3. «Swing» (feat. BoA) 4. «Hit Me Up» (불러) (feat. Giriboy) 5. «Why» (왜) 6. «Change the World» | 1                       | —                       | - Південна Корея: 143,424                  |
| Noir                                                                             | - Реліз: 18 січня 2021 - Лейбл: SM Entertainment - Формат: CD, цифрове завантаження, стриминг Трек-лист 1. «Time Machine» 2. «Thank U» 3. «Eeny Meeny» 4. «Loco (House Party)» 5. «Need You Right Now» 6. «La Rosa» (불면) (feat. Shin Ye-eun) | 1                       | —                       | - Південна Корея: 178,643                  |
| Reality Show                                                                     | - Реліз: 7 серпня 2023 - Лейбл: SM Entertainment - Формат: CD, цифрове завантаження, стриминг Трек-лист 1. «Wannabe» 2. «Vuja-De» 3. «Tarantino» 4. «Relax» 5. «Spotlight» 6. «Curtain» | 6                       | 5                       | - Південна Корея: 128,049 - Японія: 15,715 |
| Японські                                                                         | |                         |                         |                                            |
| U Know Y                                                                         | - Реліз: 8 липня 2015 (limited) - Лейбл: Avex Trax - Формат: CD+DVD Трек-лист CD 1. «Burning Down» 2. «Tattoos & High Heels» 3. «Bang!» (Japanese ver.) 4. "Tsunagareta Hune" (яп. 繋がれた舟) (Tethered Boat) 5. «T-Style» 6. «Honey Funny Bunny» (Japanese ver.) 7. «Santa Revolution» (Japanese ver.) DVD 1. «Burning Down» (Video clip) 2. Jacket Making Movie 3. Off Shot Movie 4. mini AL music introduction | —                       | —                       | Н/Д                                        |
| Kimi wa Saki e Iku (君は先へ行く)                                                | - Реліз: 9 лютого 2022 - Лейбл: Avex Trax - Формат: CD+DVD Трек-лист CD 1. «Kimi wa Saki e Iku» (яп. 君は先へ行く) (You Go Ahead) 2. «Refill» 3. «Naifu» (яп. ナイフ) (Knife) 4. «Shake It Like This» 5. «Easy to Know» 6. «Sairen» (яп. サイレン) (Siren) | —                       | 1                       | - Японія: 41,316                           |
| «—» релізи, що не потрапили у чарти або не були випущені у відповідних регіонах. | |                         |                         |                                            |

### Авторство в написанні пісень
| Назва                              | Рік  | Виконавці                                             | Альбом                          | Участь в написанні        |
| ---------------------------------- | ---- | ----------------------------------------------------- | ------------------------------- | ------------------------- |
| «넌 언제나 (You Always)»           | 2004 | TVXQ                                                  | Tri-Angle                       | Співавтор (реп)           |
| «Love After Love»                  | 2005 | TVXQ                                                  | Rising Sun                      | Співавтор (реп)           |
| «태양은 가득히 (Red Sun)»          | 2006 | SM Town                                               | 2006 Summer SMTown              | Співавтор (реп)           |
| «Sky»                              | 2006 | Tohoshinki                                            | Five in the Black               | Співавтор (реп)           |
| «Snow Dream»                       | 2006 | SM Town                                               | 2006 Winter SMTown — Snow Dream | Співавтор (реп)           |
| «Summer Dream»                     | 2007 | Tohoshinki                                            | T                               | Співавтор (реп)           |
| «Spokesman»                        | 2007 | Yunho featuring Donghae                               | The 2nd Asia Tour Concert «O»   | Співавтор (музика, текст) |
| «Wrong Number»                     | 2008 | TVXQ                                                  | Mirotic                         | Співавтор (реп)           |
| «사랑 안녕 사랑 (Love Bye Love)»   | 2008 | TVXQ                                                  | Mirotic                         | Співавтор (реп)           |
| «이별…넌 쉽니 (Heartquake)»        | 2009 | Super Junior featuring U-Know Yunho and Micky Yoochun | Sorry, Sorry                    | Співавтор (реп)           |
| «Checkmate»                        | 2009 | Yunho                                                 | Н/Д                             | Співавтор (музика, текст) |
| «Santa Revolution»                 | 2013 | Yunho                                                 | U KNOW Y                        | Співавтор, співпродюсер   |
| «뒷모습 (Steppin')»                | 2014 | TVXQ                                                  | Tense                           | Співавтор (реп)           |
| «11월…그리고 (November With Love)» | 2014 | Юнхо                                                  | Spellbound                      | Співавтор (музика, текст) |
| «Shout Out!»                       | 2014 | Юнхо                                                  | Н/Д                             | Співавтор (музика, текст) |
| «Bang!»                            | 2014 | Юнхо                                                  | U KNOW Y                        | Співавтор (музика, текст) |

## Нагороди і номінації
| Нагорода                         | Рік  | Категорія                                          | Номінант / робота         | Результат |
| -------------------------------- | ---- | -------------------------------------------------- | ------------------------- | --------- |
| Baeksang Arts Awards             | 2010 | Most Popular Actor                                 | Heading to the Ground     | Номінація |
| Baeksang Arts Awards             | 2013 | Most Popular Actor                                 | King of Ambition          | Номінація |
| Seoul International Drama Awards | 2013 | Most Popular Actor – South Korea                   | King of Ambition          | Перемога  |
| MBC Drama Awards                 | 2014 | Excellence Award, Actor in a Special Project Drama | Diary of a Night Watchman | Номінація |
| Presidential Commendation        | 2020 | National Day of Finance - Savings Day              | Jung Yunho                | Перемога  |
| Brand Customer Loyalty Awards    | 2021 | Best Male Solo Artist                              | Jung Yunho                | Номінація |